# Besenbinderhof

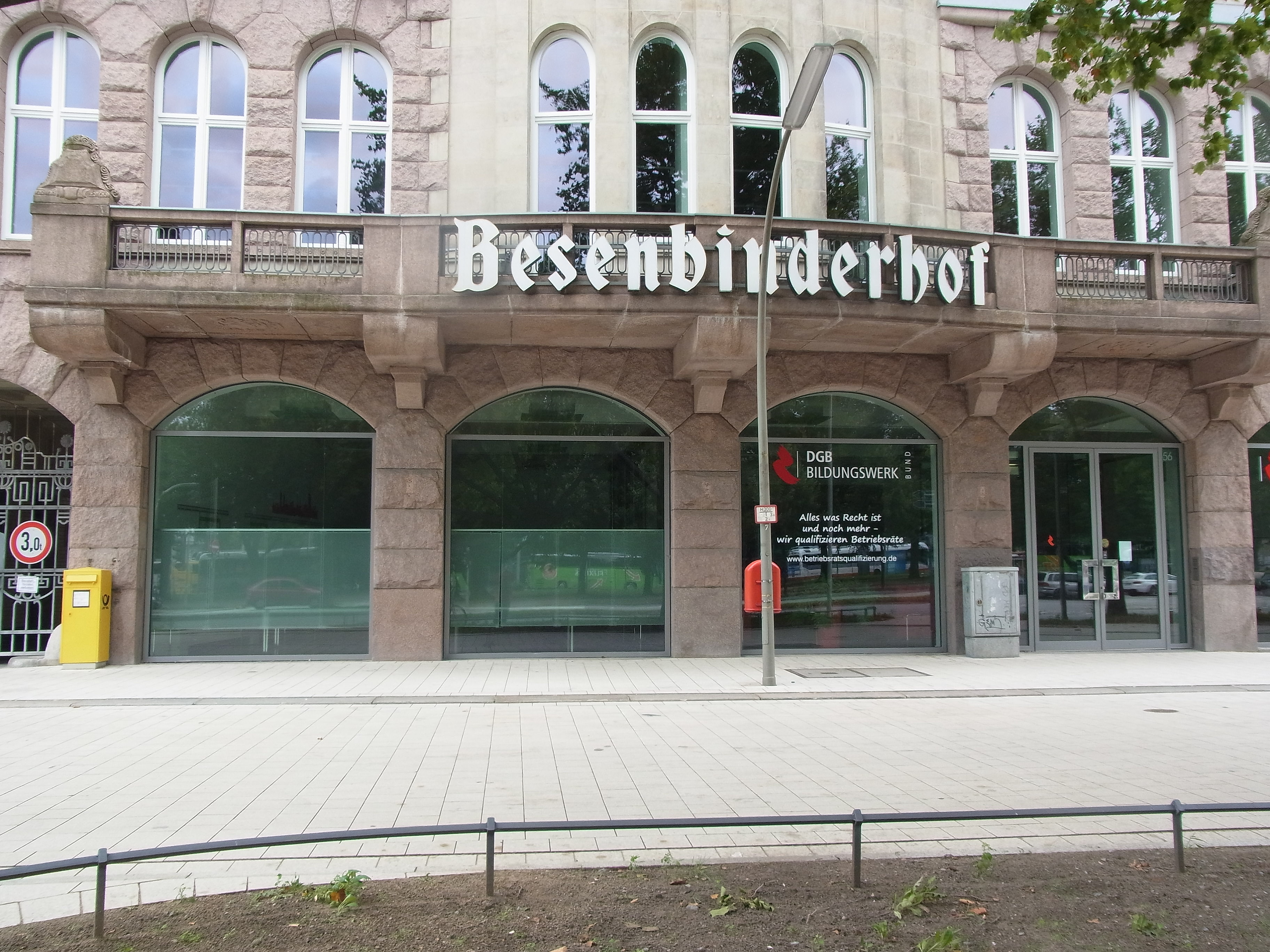
Schriftzug „Besenbinderhof“ am Gewerkschaftshaus

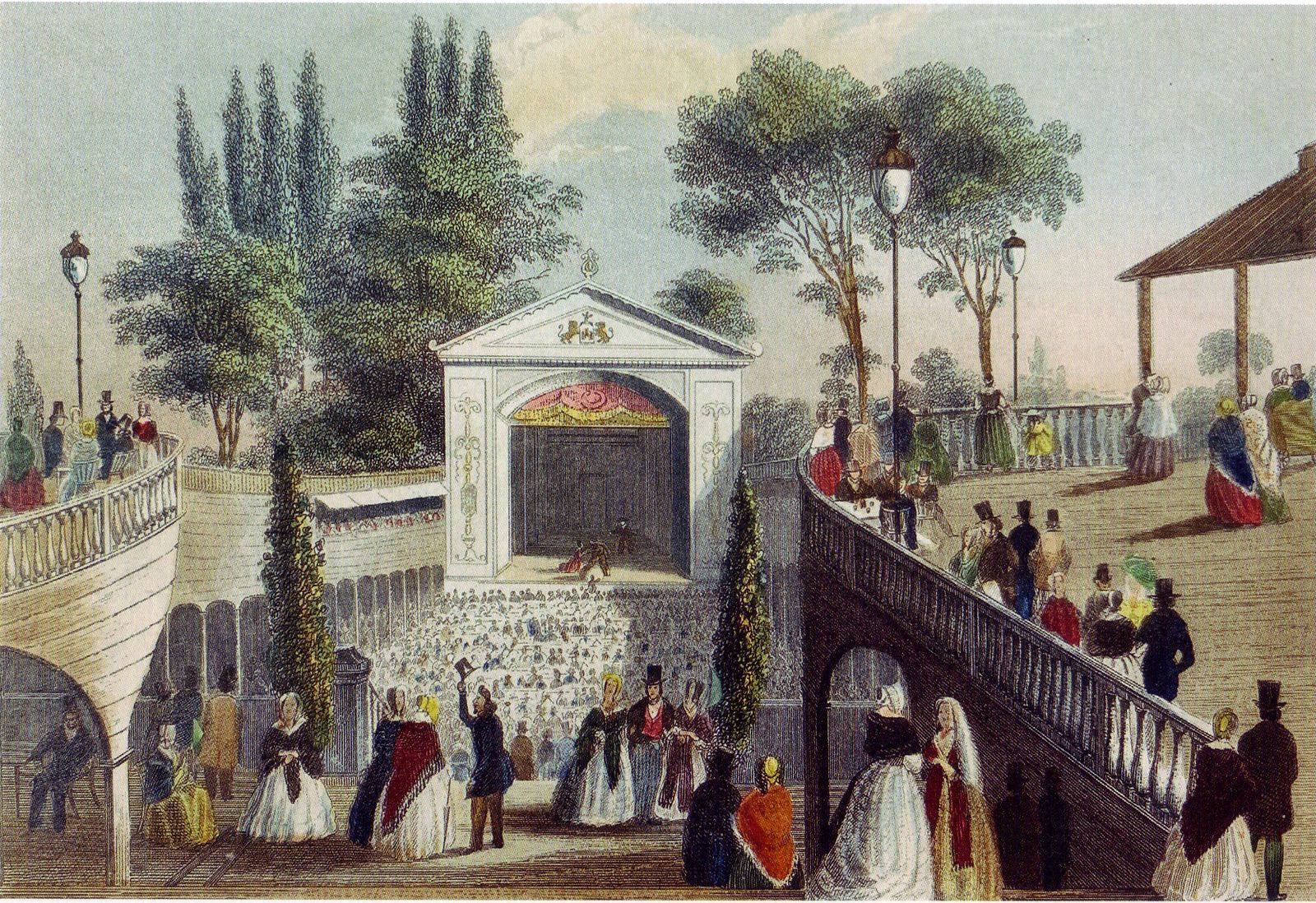
Ausflugslokal "Tivoli" am Besenbinderhof, 1844

Der Besenbinderhof ist eine Straße im Hamburger Stadtteil St. Georg und vor allem als Adresse des ebenso bezeichneten Gewerkschaftshauses bekannt. Während sich der Name heute nur auf die Anliegerstraße unmittelbar vor dem Gewerkschaftshaus bezieht, bezeichnete er vor 1962 auch die weiter nördlich verlaufende Kurt-Schumacher-Allee.

## Lage
Die Straße befindet sich im Hamburger Stadtteil St. Georg südlich des Hauptbahnhofs und verläuft größtenteils parallel zur Kurt-Schumacher-Allee. Eine Zufahrt ist über diese Allee sowie den Nagelsweg möglich.

## Geschichte
Bis zu einem Brand 1659 stand ein Gasthaus dieses Namens an der Straße. Darüber hinaus lagen an dieser Stelle Gärten und Sommerhäuser wohlhabender Hamburger Kaufleute, so auch der Garten, den Barthold Heinrich Brockes mehrfach in seinen Gedichten beschrieben hat. Zwischen 1817 und 1890 befand sich ein Vergnügungspark auf dem Gelände des Gasthauses.
Hier wurde zwischen 1903 und 1913 das auch als Besenbinderhof bezeichnete Gewerkschaftshaus des Allgemeinen Deutschen Gewerkschaftsbundes gebaut (heute Hausnummer 56–60), dessen 1906 fertiggestellten Teil August Bebel als dritte Sehenswürdigkeit neben dem Hauptbahnhof und dem Hamburger Rathaus bezeichnete. Neben diesem Gebäude wurde das Hauptverwaltungsgebäude der Großeinkaufs-Gesellschaft Deutscher Consumvereine GEG (Nr. 52) errichtet, sowie die Hauptverwaltung der gewerkschaftlichen Volksfürsorge-Versicherung (heute Generali, Nr. 43). Das 1926 von Hermann Höger errichtete Gesundheitsamt Hamburg-Mitte (Nr. 41) rundet das Ensemble nach Osten ab.

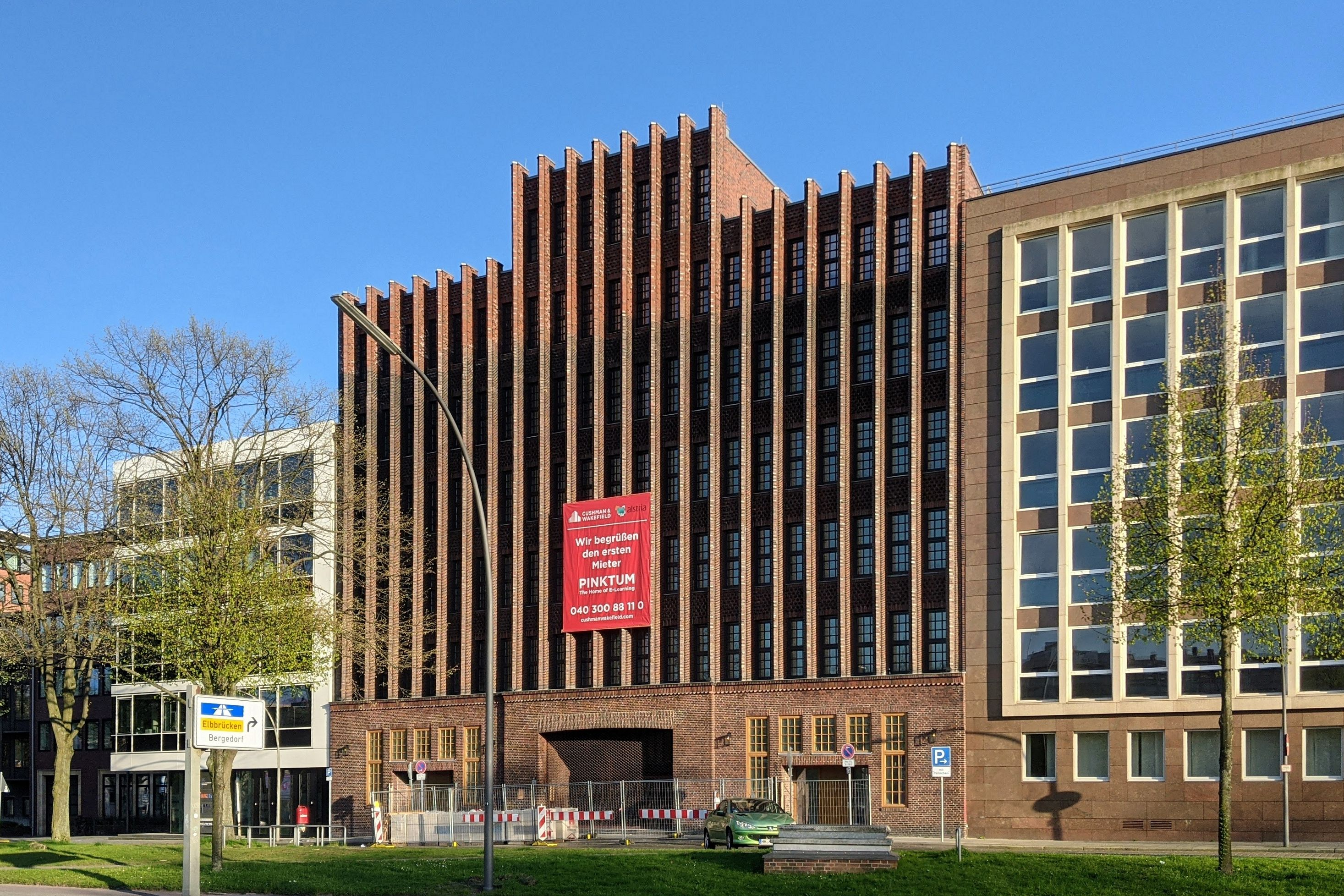
Ehem. Gesundheitsamt von 1926, nach Umbau 2022
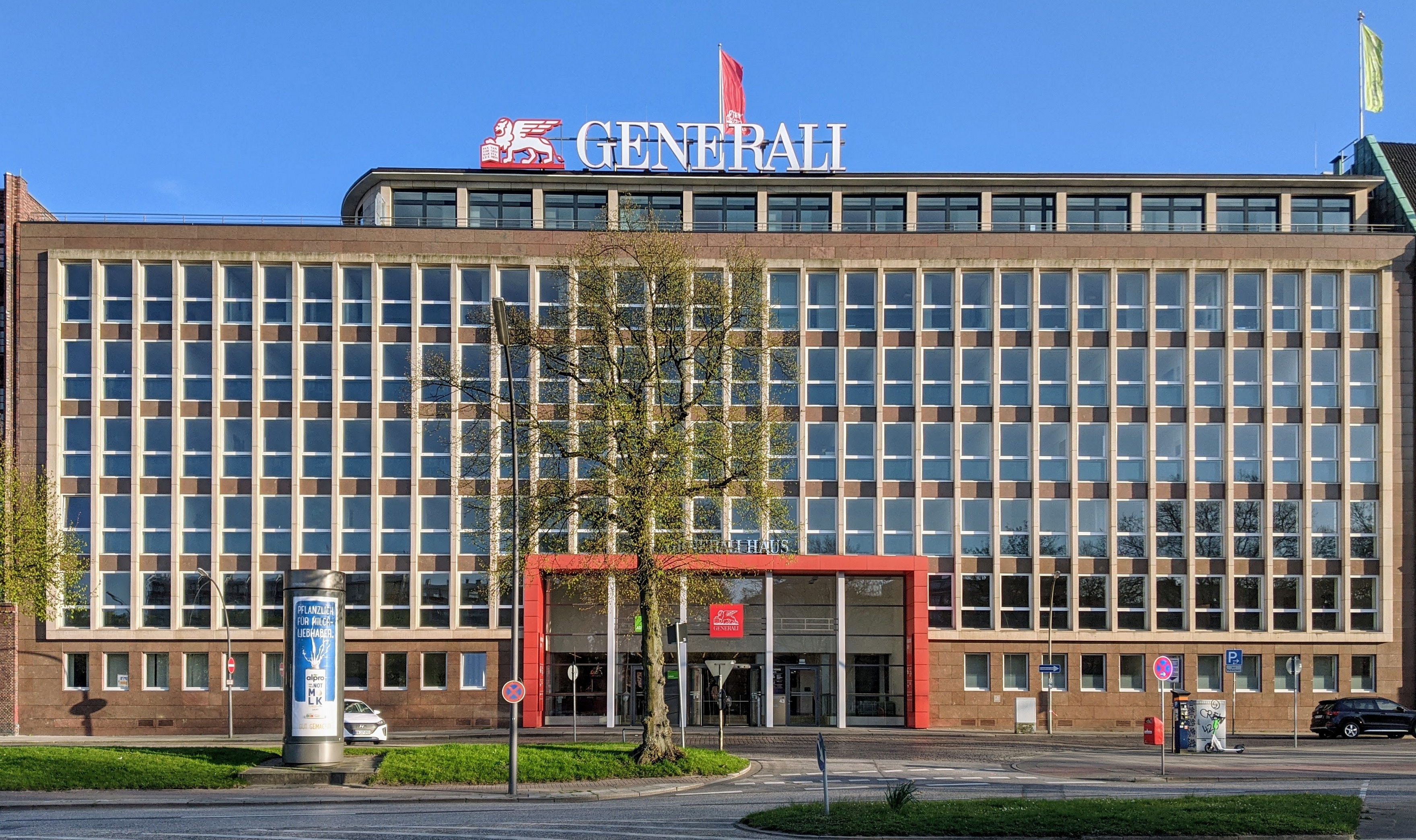
Ehem. Haus der Volksfürsorge, jetzt Generali
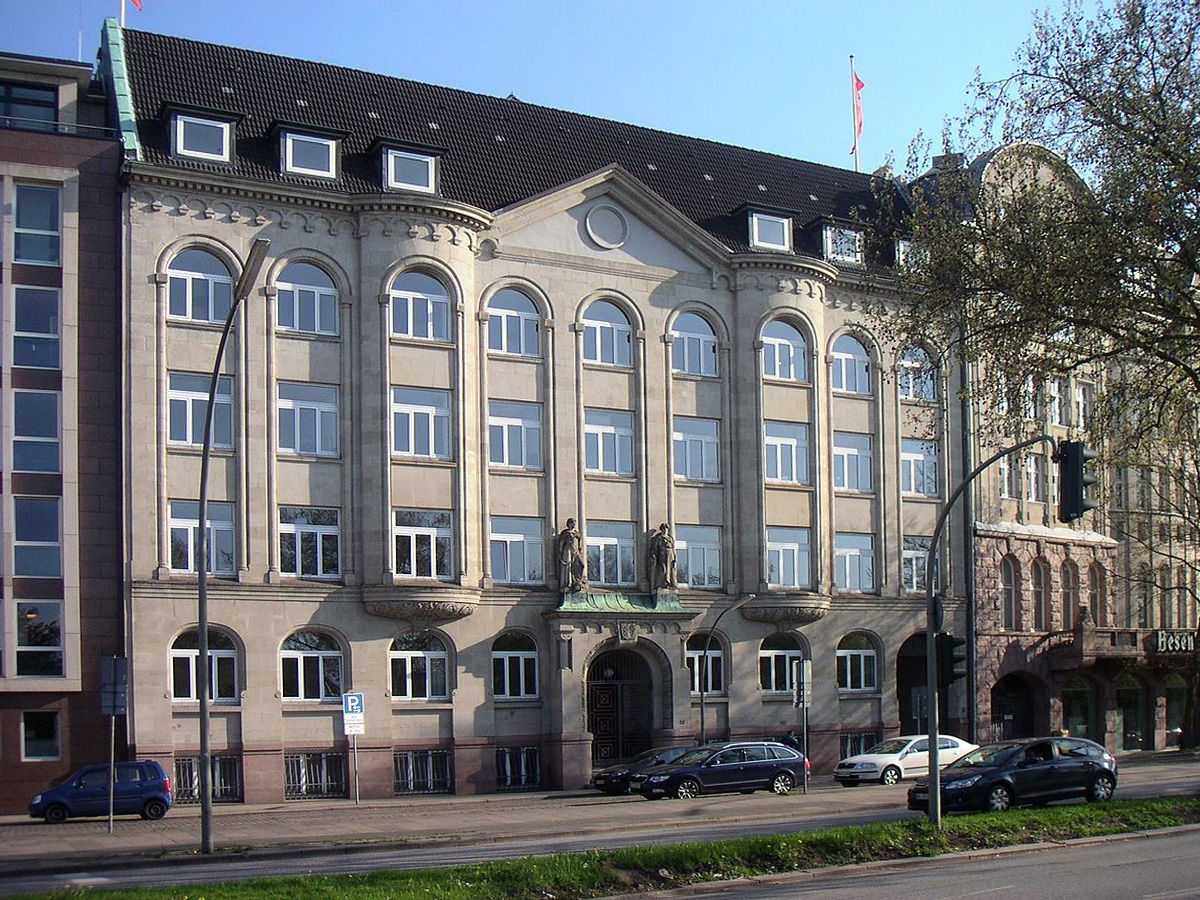
Ehem. Verwaltungsgebäude der GEG von 1906/07
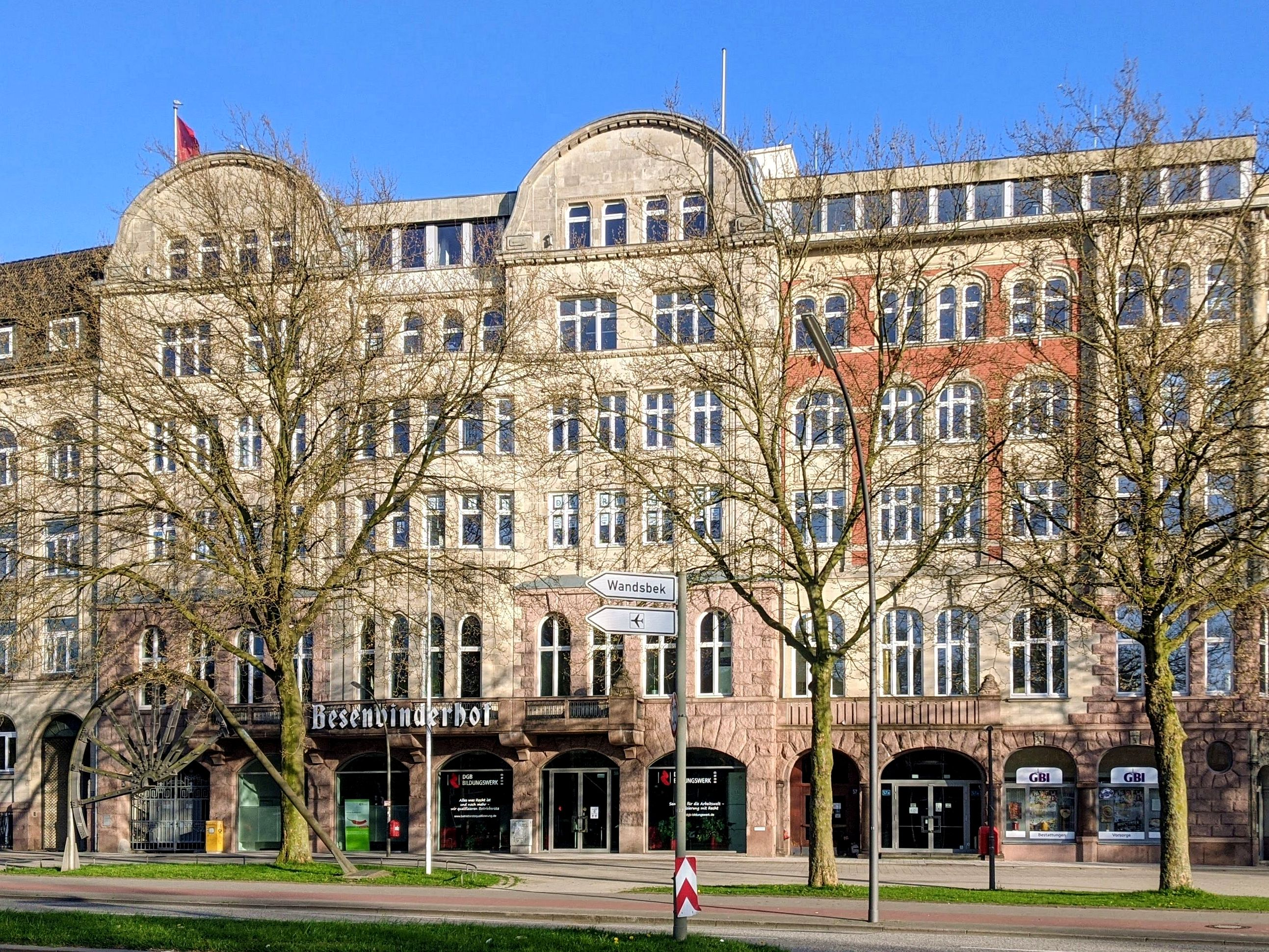
Gewerkschaftshaus (östlicher Trakt) von 1913